# Route européenne 421
Pour les articles homonymes, voir E421 (homonymie) et Route 421.
La route européenne 421 est une route reliant Aix-la-Chapelle à Luxembourg.

## Tracé

### Allemagne
En Allemagne, la route européenne 421 relie Aix-la-Chapelle à Lichtenbusch. Elle se confond avec:
- de Aix-la-Chapelle à la frontière belge (Lichtenbusch).

### Belgique
En Belgique, la route européenne 421 relie Raeren à Burg-Reuland. Elle se confond avec :
- de Raeren à Battice (Chaineux) ;
- de Battice (Chaineux) à Saint-Vith ;
- de Saint-Vith à Burg-Reuland.

Note : il est plus court d'emprunter la  d'Eupen à Malmedy mais la route européenne fait étape à l'échangeur de Battice (Chaineux) : voir sur le site officiel www.elbruz.org/eroads/E421.htm qui indique 84 km pour la portion Aix-la-Chapelle - Saint-Vith, ce qui correspond au tracé ci-dessus, ainsi que l'application Plans d'Apple.

### Luxembourg
Au Luxembourg, la route européenne 421 relie Wemperhardt à Luxembourg. Elle se confond avec :
- de Wemperhardt à Diekirch ;
- B7 de Diekirch à Ettelbruck ;
- de Ettelbruck à Luxembourg en passant par Mersch.